# Землетрясение к северо-востоку от Пико Ривера (2010)
Землетрясение магнитудой 4,4 произошло 16 марта 2010 года в 11:04:00 (UTC) в 2 км к северо-востоку от Пико Ривера (штат Калифорния, США). Гипоцентр землетрясения располагался на глубине 18,7 километров.
Землетрясение ощущалось в населённых пунктах: Уиттиер, Алхамбра, Аркейдия, Белл, Беллфлауэр, Буэна-Парк, Ковина, Дауни, Эль-Монте, Гавайан-Гарденс, Ирвайн, Ла-Хабра, Ла-Мирада, Ла-Пальма, Лос-Анджелес, Линвуд, Монтебелло, Монтерей-Парк, Норуолк, Пасадина, Пико Ривера, Роузмид, Сан-Гейбриел, Санта-Фе-Спрингс, Саут-Эль-Монте, Темпл-Сити. Землетрясение ощущалось на территории от Ланкастера до Сан-Диего и от Вентуры до Палм-Спрингс, в том числе в Индепенденс, Пасо Роблес, Туэнтинайн-Палмс.

## Тектонические условия региона
Это землетрясение произошло в поясе складок и надвигов, расположенном на восточной окраине бассейна Лос-Анджелеса. По предварительным оценкам, глубина очага составила около 19 км, что глубже, чем большинство землетрясений в регионе. Землетрясение произошло в 7 км к югу от гипоцентра землетрясения Уиттиер-Нарроуз, случившегося 1 октября 1987 года.
Как землетрясение 16 марта 2010 года, так и землетрясение 1987 года произошли в надвиговом разломе. Тем не менее, удар нодальных плоскостей в 1987 году произошёл в направлении с востока на запад, а при землетрясении 16 марта 2010 года удар был повёрнут по часовой стрелке на 30 градусов, что указывает на то, что активировался другой надвиг. Это землетрясение могло быть связано с надвигом в Пуэнте-Хиллз.
Поверхностное разрушение не наблюдалось и не ожидалось для землетрясения такого масштаба.

## Последствия
В результате землетрясения сообщений о жертвах и разрушениях не поступало.